# Amami (Valerio Scanu)
Amami è un brano musicale, scritto e prodotto da Stefano Borzi, composto da Federico Paciotti ed interpretato dal cantante italiano Valerio Scanu, pubblicato il 9 marzo 2012 dalla casa discografica EMI come singolo apripista del suo quarto album, Così diverso.
L'8 marzo 2012, giorno prima dell'uscita del brano, è stata pubblicata una anteprima audio del singolo, sul sito del TGcom24.
In merito al brano il cantante ha dichiarato:
(Valerio Scanu)
Il cantante ha presentato il brano durante il serale dell'undicesima edizione di Amici di Maria De Filippi, nel circuito dedicato ai big.

## Il video
Il video musicale, per la regia di Veronica Mengoli, pubblicato il 20 marzo 2012 sul canale YouTube ufficiale del cantante, è stato girato a Milano e racconta la storia d'amore di due ragazzi, che passeggiano per la città senza curarsi degli altri.

## Tracce
Download digitale
1. Amami – 3:52 (testo: Stefano Borzi – musica: Federico Paciotti)

## Classifiche
| Classifica (2012) | Posizione |
| ----------------- | --------- |
| Italia            | 22        |